# Austrolebias pelotapes
Austrolebias pelotapes es una especie de pez ciprinodontiforme integrante del género de rivulinos sudamericanos Austrolebias. Habita en pequeños cuerpos acuáticos temporarios en ambientes templados del centro-este de América del Sur.

## Taxonomía
Austrolebias pelotapes fue descrita originalmente en el año 2017 por los ictiólogos brasileños Wilson José Eduardo Moreira da Costa y Morevy Moreira Cheffe. En la publicación en la cual fue dado a conocer este taxón, también fue autor Pedro F. Amorim.
Localidad tipo
La localidad tipo referida es: “estanque temporal en las coordenadas: 31°43′46″S 52°19′07″O / -31.72944, -52.31861, en la cuenca de Sanga Funda, afluente del arroyo Pelotas, municipio de Pelotas, estado de Río Grande del Sur, Brasil”.
Holotipo
El ejemplar holotipo designado es el catalogado como: UFRJ 8601; se trata de un espécimen macho adulto el cual midió 31,0 mm de longitud estándar. Fue capturado por Luis Esteban Krause Lanés y otros el 5 de noviembre de 2005. Se encuentra depositado en la colección de ictiología del Instituto de Biología de la Universidad Federal de Río de Janeiro (UFRJ), ubicada en la ciudad brasileña homónima.
Etimología
Etimológicamente el nombre genérico Austrolebias se construye con las palabras Austro: 'austral' y Lebias: un taxón de pequeños peces. El epíteto específico pelotapes combina al topónimo Pelota, que refiere al antiguo nombre de la localidad de Pelotas —que se origina en la palabra en idioma español ‘pelota’, por asociación con la forma de un pequeño bote local hecho con cuero vacuno atado con cintas— y al término tapes en referencia a la extinta tribu indígena con dicho nombre que habitó en la misma área en que se distribuye este pez.

## Caracterización y relaciones filogenéticas
Austrolebias pelotapes pertenece al “grupo de especies Austrolebias adloffi”. El macho se distingue de los machos de los restantes miembros de ese grupo (menos del de A. pongondo) por exhibir una combinación de caracteres única: la presencia de una fila transversal de pequeñas manchas en la porción media de la aleta dorsal, una sola fila de manchas celestes en la porción basal de las aletas impares, una distintiva zona gris oscura en la porción posterior de las aletas dorsal y anal y, finalmente, por tener el pedúnculo caudal una coloración predominantemente gris-pardusca oscura o gris oscura a negra, sobre la cual se ubican estrechas zonas verticales de color azul claro.
El macho de Austrolebias pelotapes se distingue del de A. pongondo por presentar la base de la papila urogenital unida por una membrana delgada al margen anterior de la aleta anal. La distancia genética entre ambas especies es de entre un 2,7 y un 3,6 %.

## Distribución y hábitat
Austrolebias pelotapes es endémica del estado de Río Grande del Sur, en el sur de Brasil. Habita en pantanos temporarios de baja profundidad asociados a pequeños arroyos afluentes de la margen norte del canal São Gonçalo, en una zona ubicada a unos 10 km al noroeste del área en que habita A. nigrofasciatus y al norte de la geonemia de A. pongondo. El canal São Gonçalo es una vía fluvial natural que comunica la laguna Merín con la laguna de los Patos, cuya cuenca desemboca en el océano Atlántico; dicho canal representa una barrera al flujo de genes.
Ecorregionalmente esta especie es exclusiva de la ecorregión de agua dulce laguna dos Patos.
El agua donde habita Austrolebias pelotapes presentó un pH de entre 6.4 y 6.8, el oxígeno disuelto fue de entre 5.7 y 8.7 mg/l y la temperatura entre 16,7 y 25,9 °C.

## Conservación
Luego de realizar durante una década estudios de campo intensivos sobre este pez y su hábitat, los autores recomendaron que, según los lineamientos para discernir el estatus de conservación de los taxones —los que fueron estipulados por la organización internacional dedicada a la conservación de los recursos naturales Unión Internacional para la Conservación de la Naturaleza (IUCN)—, en la obra Lista Roja de Especies Amenazadas Austrolebias pelotapes sea clasificada como una especie en peligro crítico (CR).
Los argumentos se relacionan a la pequeña área de distribución que presenta y a que sus hábitats se reducen drásticamente, en razón de que todas sus poblaciones se localizan dentro o adyacentes al área urbana de la ciudad de Pelotas.